# Ludwigswehr (Landshut)
Das Ludwigswehr ist eine Wehranlage an der Isar im Stadtbereich von Landshut. Es dient der Ableitung von Wasser aus der Isar in die Kleine Isar. Am Stauwehr wird Elektrizität in einem Wasserkraftwerk der Stadtwerke Landshut erzeugt.

## Geschichte
Das aus der ersten Hälfte des 19. Jahrhunderts stammende Ludwigswehr wurde 1921 mit einem Wasserkraftwerk (zwei Turbinen, 613 PS) versehen. 1982 wurde das neue Ludwigswehr mit dem heutigen Wasserkraftwerk errichtet. 1998 wurde das Kraftwerk von den Stadtwerken Landshut erworben. Ende 2010 wurde am Einstieg an der Kleinen Isar etwa 30 Meter unterhalb der Kraftwerksturbine eine Fischtreppe eingebaut, mit dieser Maßnahme wird die biologische Durchgängigkeit der Isar wiederhergestellt.